# Adaev
Vous lisez un « bon article » labellisé en 2019.
L'Adaev, ou Adaï (russe : Адаевская лошадь) est une race de chevaux de selle et de trait léger originaire des régions désertiques du sud du Kazakhstan. Il constitue l'un des deux types de la race kazakhe, avec le Jabe. Plus fin et moins rustique que ce dernier, l'Adaev est de type « Turc oriental ». Il est surtout utilisé pour les sports équestres locaux et la garde des troupeaux. Les juments sont traites pour leur lait. Comme la plupart des chevaux kazakhs, il arrive que l'Adaev soit abattu pour sa viande, bien qu'il s'agisse d'une finalité secondaire.
Méconnu hors de son berceau d'élevage, il s'est répandu dans les pays voisins du Turkménistan et de l'Ouzbékistan, avec près de 29 000 individus dénombrés en 1990.

## Dénomination
« Adaev » est le nom international, la race est aussi connue sous les noms d'Adaï, de Adayev et, en russe, Adaevskaïa lochad. Elle reçoit ce nom d'une tribu kazakhe militaire, les Adaï (ru) (Адай), bien connus dans l'histoire de l'Asie centrale.

## Histoire

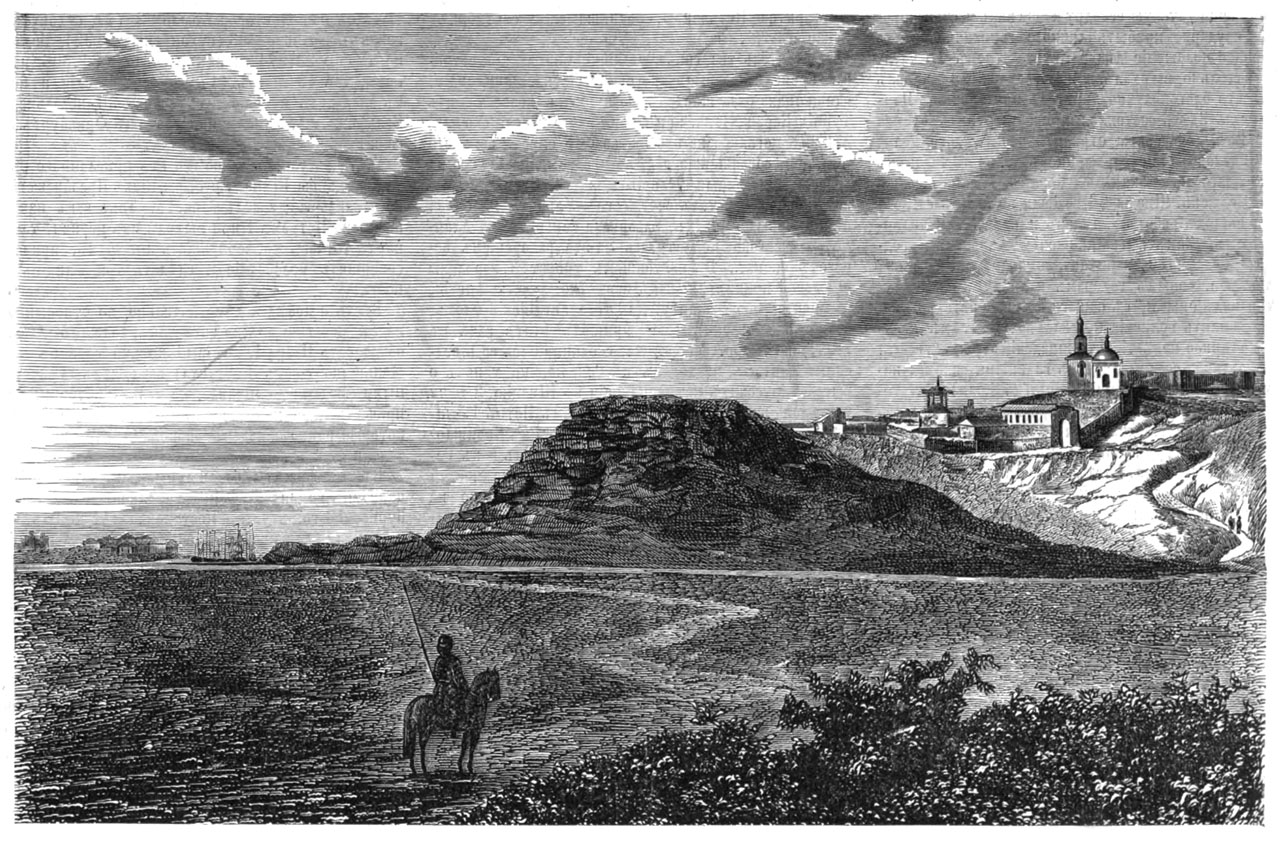
Lithographie de Fort Chevtchenko en 1870.

L'Adaev pourrait avoir été influencé par le cheval turkmène,, et a connu plus récemment l'influence du cheval du Don, du Pur-sang et du trotteur d'Orlov. La race a subi un déclin de population pour cause de croisements incontrôlés. Aussi, un plan d'élevage est mis en place à la fin du XXe siècle pour améliorer la qualité du cheptel, notamment en augmentant la taille des chevaux et leur fertilité, grâce à des apports en nourriture et à l'établissement de pedigrees. Cet élevage « améliorateur » s'implante dans la région de Guryev.
En 2011, à la limite d'Akbastau dans l'oblys de Manguistaou, des tests d'État sont menés sur les chevaux de race Adaev. Des animaux sont sélectionnés parmi les milliers de représentants de cette race. Les trente-six considérés comme les plus méritants sont admis aux tests, et doivent parcourir 90 kilomètres pendant la journée. Tous les 15 kilomètres, des membres du jury et des vétérinaires examinent ces chevaux. Ils ont mesuré la pression sanguine, le pouls et le degré de transpiration.
En novembre 2023, l'Adaev est officiellement reconnu comme une race de chevaux distincte, sous le nom d'« Adaï », par des juges équestres internationaux originaires des Émirats arabes unis,.

## Description

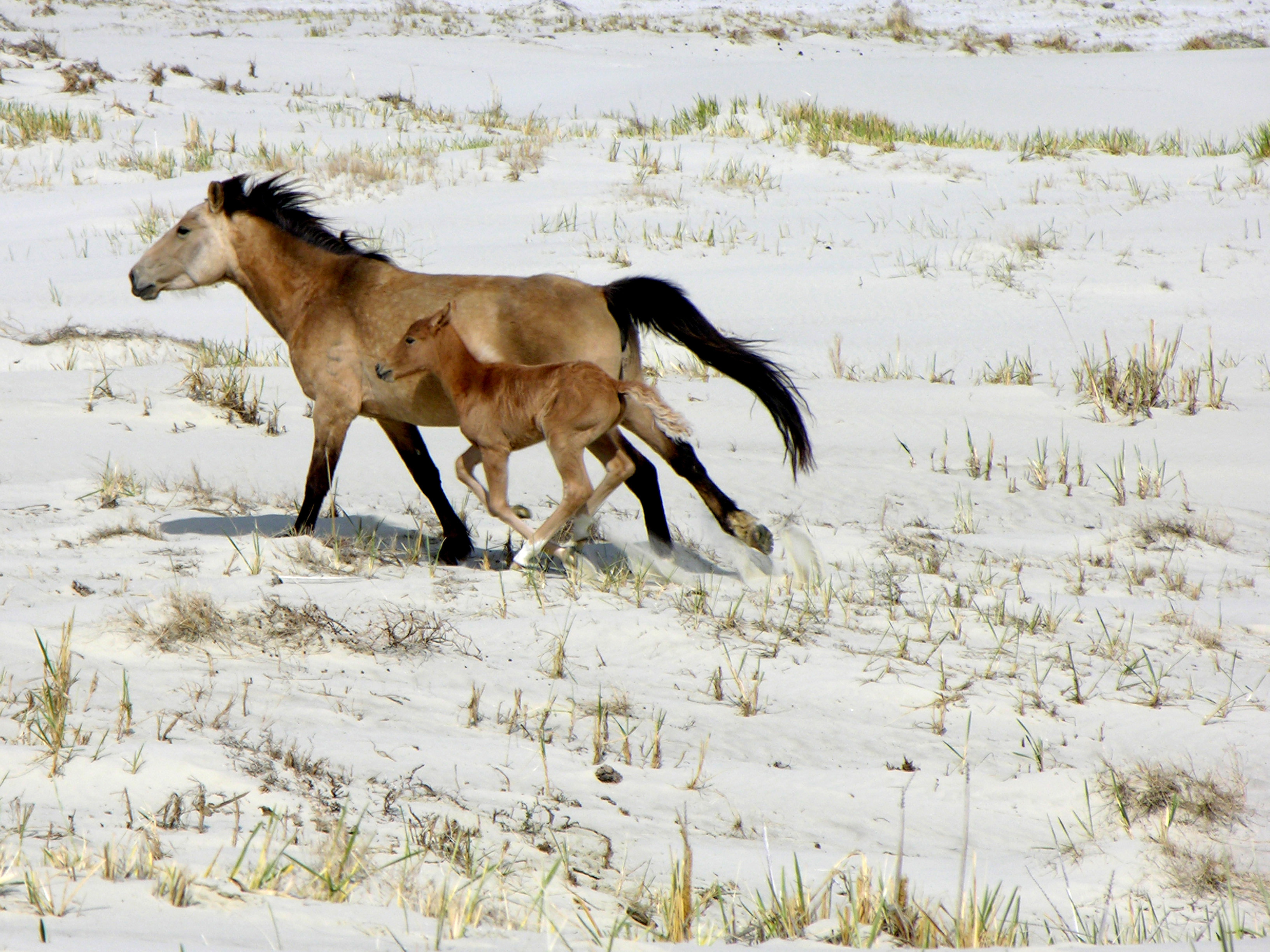
Possibles Adaev dans un cimetière de bateaux de la mer d'Aral.

Cheval des steppes, l'Adaev est considéré localement comme étant un type de la race kazakhe, adapté à la selle, plutôt qu'une race à part entière. Il est plus éloigné du cheval kazakh originel que le Jabe, et se rattache zootechniquement au groupe du cheval turkmène, avec un type « Turc oriental », en raison de ses croisements avec les chevaux turkmènes
Il existe trois types d'Adaev : massif, moyen et léger ; globalement le modèle est plutôt léger, avec une constitution sèche. La taille va de 1,32 m à 1,43 m selon Hendricks (2007) ; 1,32 m à 1,44 m d'après CAB International (2016) ; 1,36 m à 1,40 m d'après la Grande Encyclopédie soviétique et le guide Delachaux.
Le poids moyen est de 360 kg chez les femelles et 370 kg chez les mâles, d'après la base de données DAD-IS. Le poulain pèse entre 39 et 50 kg à la naissance ; sa croissance dure 5 ans en moyenne et est la plus forte durant les six premiers mois de vie.

### Morphologie
La tête présente souvent un profil romain ; fine et légère, elle dispose d'yeux vifs et écartés l'un de l'autre. Les oreilles sont droites et agiles. L'encolure est longue et fine, droite, placée assez haut,. Le garrot est bien défini et saillant, le dos généralement droit. La ligne du dessus est d'une bonne qualité, le corps est profond et les côtes sont arrondies. La croupe est souvent avalée, mais elle est bien musclée. Les membres postérieurs sont qualiteux, avec des articulations bien développées et des tendons très visibles. La peau est dense, et le poil pousse densément en hiver. Certains chevaux issus de mauvais élevages ou carencés ont une poitrine étroite et peu d'os.

### Robes
Les robes peuvent être très variées. On trouve aussi bien du bai que de l'alezan, du noir, du gris, du rouan, et du palomino,,.

### Tempérament, entretien et allures
Habituellement élevé en hardes (tabounes), il est bien adapté aux conditions environnementales propres aux déserts du sud du Kazakhstan, puisqu'il y subsiste toute l'année en pâturant sur les végétaux, et peut tenir plusieurs jours sans boire. Ses qualités d'adaptation aux conditions d'élevage extrêmes, ainsi que son endurance, sont considérées comme exceptionnelles. Il est cependant moins résistant que le cheval Kazakh et que le Jabe. Ses capacités d'engraissement durant les mois d'été ont été mesurées : entre mai-juin et octobre-novembre respectivement, le gain de poids quotidien moyen était de 916 à 667 grammes pour le groupe des poulains d'un an, de 870 à 711 grammes pour le groupe des poulains de deux ans, et de 750 à 600 g pour les femelles adultes.
La race est réputée pour sa bonne fertilité, supérieure à 90 %. Les juments commencent à se reproduire à l'âge de deux ans ; la naissance des poulains a lieu habituellement aux mois d'avril et de mai.
Certains Adaev disposent d'allures supplémentaires. Les meilleurs sujets sont agiles et déploient des allures légères. La foulée est plutôt courte, avec une certaine élévation des membres antérieurs.
Le tempérament est réputé doux, avec un attachement rapide à son cavalier.

## Utilisations

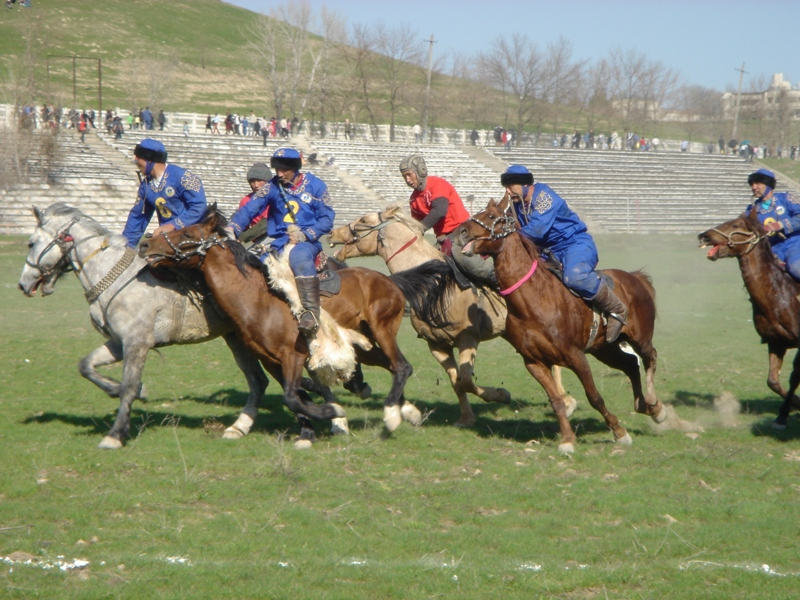
Kokpar (bouzkachi) au Kazakhstan.

L'Adaev est surtout destiné aux sports équestres locaux. Il est davantage adapté à la selle que le Jabe, bien qu'il puisse aussi être attelé à des attelages légers. Sa puissance de traction est en effet limitée, bien qu'elle reste importante comparativement à sa taille et à son poids.
Ces chevaux sont également utilisés pour le travail du bétail et la garde des troupeaux ovins.
Ils sont par ailleurs abattus pour leur viande,, une finalité qui concerne surtout le type massif de la race, car le rendement en viande des Adaev est généralement mauvais.
Les juments sont en revanche très réputées pour leur production de lait, ensuite transformé en kumiz, avec un fort rendement. La Grande Encyclopédie soviétique estime que les juments donnent 11 à 14 litres de lait par jour. L'Adaev a été utilisé en croisement avec la race voisine du Jabe.

## Diffusion de l'élevage

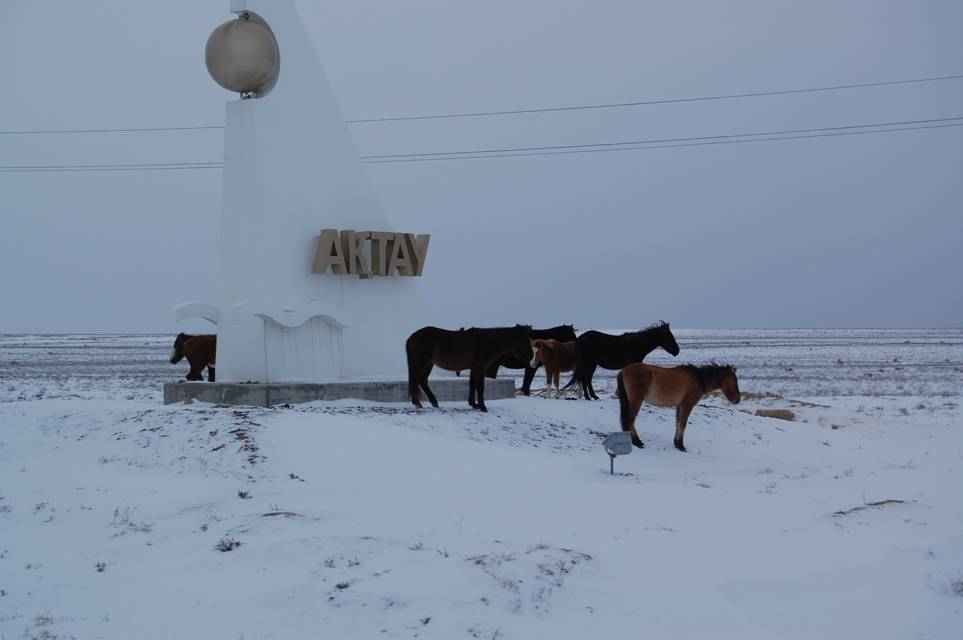
Chevaux vraisemblablement Adaev à Aqtaw dans l'oblys de Manguistaou, en hiver.

Considéré comme une race régionale asiatique, sa zone de présence est située entre la mer Caspienne et la mer d'Aral,,, correspondant historiquement à des plaines désertiques dans la région administrative de l'oblys de Manguistaou. En 1985, environ 27 000 chevaux sont dénombrés. Un comptage de population très précis a été effectué en 1990, permettant de dénombrer 28 949 chevaux Adaev au Kazakhstan, avec une tendance à la stabilité. Il y a aussi 772 étalons Adaev en activité cette même année, pour 12 772 juments reproductrices, dont 44 en race pure. En 2006, l'Adaev est considéré comme l'une des deux races de chevaux les plus répandues du Kazakhstan, avec le Jabe.
L'étude menée par l'université d'Uppsala, publiée en août 2010 pour la FAO, signale l'Adaev comme une race régionale transfrontière d'Asie, qui n'est pas menacée d'extinction. Présente dans trois pays, il s'agit par ailleurs d'une des races les mieux diffusées sur le continent asiatique. Elle est en revanche méconnue hors de sa zone d'élevage.